# Lagoa do Pico do Bernardino
A Lagoa do Pico do Bernardino é uma lagoa portuguesa localizada na ilha açoriana de São Jorge, no concelho da Calheta.
Esta lagoa de cariz fortemente sazonal dada a grande diferença de pluviosidade entre o verão e o inverno que se faz sentir nesta ilha.
Localiza-se a uma cota média de altitude que ronda os 700 metros, próxima ao Pico Bernardino, na cordilheira central da ilha de são Jorge. Encontra-se rodeada por várias elevações que contribuem para a formação do seu lençol de água ao provocarem elevada condensação nas suas encostas.
Essas elevações são o Pico Bernardino, O Pico do Areeiro e o Pico da Esperança. Encontra-se esta lagoa encontra-se no espaço de abrangência da Reserva Florestal Natural Parcial do Pico do Areeiro.